# Altes Rathaus (Mölln)

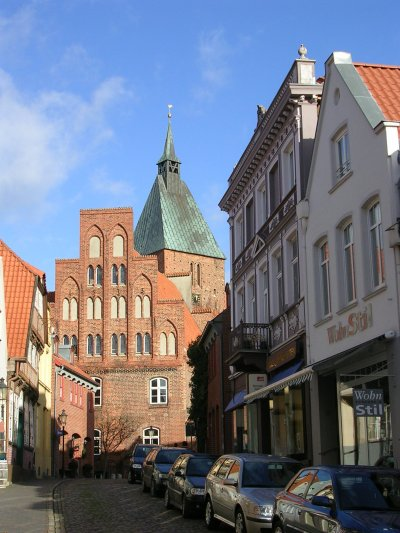
Blick durch die Marktstraße auf den Südgiebel des Rathauses

Das alte Rathaus der Stadt Mölln wurde ab 1373 im Stil der Backsteingotik erbaut. Neben dem Lübecker Rathaus ist es das einzige gotische Rathaus in Schleswig-Holstein.

## Baugeschichte
Das Gebäude des Rathauses entstammt hauptsächlich der zweiten Hälfte des 14. Jahrhunderts und entstand zu der Zeit, als die Stadt Mölln bereits von Herzog Albrecht V. von Sachsen-Lauenburg im Jahr 1359 aus Geldmangel an die Hansestadt Lübeck verpfändet worden war. Das Rathaus wurde mit der ganzen Stadt 1409 durch den Herzog Erich IV. von Sachsen-Lauenburg abgebrannt und anschließend mit Hilfe Lübecks wieder aufgebaut. Der Baustil und die Ausführung zeigen daher den starken Lübecker Einfluss und die Teilhabe Möllns am Reichtum, der durch die Handelsverbindung zwischen Lüneburg und Lübeck über die Alte Salzstraße und die Flüsse Stecknitz und Delvenau in die Stadt kam. Das Gebäude ist als Traufhaus mit zwei Geschossen aufgeführt. An der Nord- und Südseite befinden sich Treppengiebel im gotischen Stil, die mit Spitzbogenblenden versehen sind. Der Nordgiebel aus dem Jahr 1373 ist etwas reicher ausgestaltet als der Südgiebel. Insbesondere hat sich am Nordgiebel der schwarz glasierte Backstein erhalten, der in Lübeck den Hinweis auf Bedeutung und Ratsnähe eines Bauwerkes gibt. Der Südgiebel wurde hingegen bei einer Sanierung im Jahr 1896 neugotisch überformt. Zum Markt hin wurde 1475 ein offener Vorbau angebaut, der die Gerichtslaube enthält. Dieser Vorbau ist zum Markt mit einem gotischen Stufengiebel verblendet, vor dem die große Freitreppe zum höher gelegenen Kirchhof der alles beherrschenden Nicolaikirche führt.

## Stadtmuseum
Das ehemalige Rathaus wird heute als Stadtmuseum genutzt und gemeinsam mit dem Eulenspiegel-Museum in einem der historischen Fachwerkhäuser auf der anderen Marktseite betrieben. Der Ratskeller mit seinen gotischen Gewölben ist als Restaurant verpachtet.